# Павлиново (село, Калужская область)
Павли́ново — село в Спас-Деменском районе Калужской области России. Административный центр сельского поселения «Село Павлиново».

## География
Село находится на расстоянии 18 км к северо-западу от города Спас-Деменск, административного центра района, и 162 км к западу от города Калуга, административного центра области.

### Часовой пояс
Село Павлиново, как и вся Калужская область, находится в часовой зоне МСК (московское время). Смещение применяемого времени относительно UTC составляет +3:00.

## Население
| 2002 | 2007 | 2010 |
| ---- | ---- | ---- |
| 221  | ↘205 | ↘157 |

## Улицы
| - ул. Зелёная, - ул. Маслозаводская, | - ул. Молодёжная, - ул. Центральная. |

## Инфраструктура
В селе располагается одноименная станция Московской железной дороги.